# The Days
"The Days" (Os dias em português) é uma canção de DJ e produtor musical sueco Avicii interpretada pelo cantor inglês Robbie Williams. 
A canção foi escrita por Robbie Williams, Salem Al Fakir, Vincent Pontare e Tim Bergling, sendo produzida pelos três últimos. O lançamento mundial ocorreu em 3 de outubro de 2014, ao lado da canção "The Nights", no EP "The Days / Nights", que antecedeu o lançamento do álbum Stories.
Há, ainda, uma versão não lançada da música em que os vocais são atribuídos a Brandon Flowers, da banda The Killers.

## História e composição
Inicialmente, a faixa foi escrita em colaboração com Vincent Pontare e Salem Al Fakir, e a ideia original era que fosse uma parceria entre Brandon Flowers e Avicii, com Flowers nos vocais. No entanto, devido à insatisfação de Flowers com a gravação, Avicii decidiu trazer um novo vocalista, o cantor inglês Robbie Williams.
Segundo a Fuse, 'The Days' começa com acordes de violão, aos quais rapidamente se juntam sintetizadores marcantes. A faixa avança para um pré-refrão guiado por piano, com batidas de palmas, e culmina em uma animada quebra de glitch-pop dance. A música foi lançada junto com 'The Nights' no EP The Days / Nights, em 3 de outubro de 2014.
De acordo com a Official Charts Company, 'The Days' foi inicialmente planejada para ser o primeiro single do segundo álbum de estúdio de Avicii, Stories (2015), mas acabou sendo incluída apenas como faixa bônus nas edições do álbum no Reino Unido, Rússia e algumas outras edições internacionais. Em junho de 2015, a versão original/demo de 'The Days', com os vocais de Flowers, vazou online. Nessa versão, a música inclui um sample da música 'Return of the Mack', de 1996, do cantor britânico de R&B Mark Morrison.

## Videoclipe
Um videoclipe oficial com a letra da música também foi lançado no YouTube pelo canal oficial de Avicii. No vídeo, um artista (posteriormente identificado como INO) pinta as letras de "The Days" em preto em uma parede branca. Perto do final do vídeo, uma panorâmica revela que as letras formam um retrato de Avicii, que é então coberto por respingos de tinta colorida pelo artista.

## Faixas

##### Download digital[15]
1. "The Days" – 4:38

##### CD single[16]
1. "The Days" (radio edit) – 3:45
2. "The Days" (original mix) – 4:38
3. "The Days" (Extended Mix) – 5:51

## Créditos
- Robbie Williams – vocais, letras
- Brandon Flowers – vocais, letras (demo)
- Salem Al Fakir – letras, produção, vocais (apenas na versão demo)
- Tim Bergling – letras, música, produção
- Vincent Pontare – letras, produção
- Stuart Hawkes – masterização
- Ash Pournouri – produção executiva

## Desempenho nas paradas

### Paradas semanais
| Paradas (2014–15)                                 | Melhor posição |
| ------------------------------------------------- | -------------- |
| Austrália (ARIA)                                  | 10             |
| Austrália (ARIA)                                  | 2              |
| Áustria (Ö3 Austria Top 75)                       | 3              |
| Bélgica (Ultratip Bubbling Under de Flandres)     | 2              |
| Bélgica (Ultratip Bubbling Under da Valônia)      | 2              |
| Brasil (Billboard Brasil Hot 100)                 | 86             |
| Canadá (Canadian Hot 100)                         | 80             |
| Croácia (Airplay Radio Chart)                     | 2              |
| República Checa (Rádio Top 100)                   | 17             |
| Dinamarca (Hitlisten)                             | 4              |
| Finlândia (Suomen virallinen lista)               | 5              |
| França (SNEP)                                     | 52             |
| O campo songid é OBRIGATÓRIO PARA PARADA ALEMÃ    | 7              |
| Hungria (Dance Top 40)                            | 7              |
| Hungria (Rádiós Top 40)                           | 1              |
| Hungria (Single Top 40)                           | 4              |
| Irlanda (IRMA)                                    | 27             |
| Israel (Media Forest)                             | 2              |
| Itália (FIMI)                                     | 10             |
| Japão (Japan Hot 100)                             | 22             |
| Países Baixos (Dutch Top 40)                      | 10             |
| Países Baixos (Single Top 100)                    | 16             |
| Nova Zelândia (Recorded Music NZ)                 | 28             |
| Noruega (VG-lista)                                | 2              |
| Polónia (Dance Top 50)                            | 15             |
| Eslováquia (Rádio Top 100)                        | 17             |
| África do Sul (EMA)                               | 8              |
| Coreia do Sul (Gaon)                              | 38             |
| Espanha (PROMUSICAE)                              | 26             |
| Suécia (Sverigetopplistan)                        | 1              |
| Suíça (Schweizer Hitparade)                       | 8              |
| Reino Unido (Official Charts Company)             | 82             |
| Estados Unidos (Billboard Hot 100)                | 78             |
| Estados Unidos (Billboard Dance/Electronic Songs) | 8              |

### Paradas de fim de ano
| Paradas (2014)                    | Posição |
| --------------------------------- | ------- |
| Alemanha (Official German Charts) | 88      |
| Itália (FIMI)                     | 100     |

### Certificações
| País                       | Certificado |
| -------------------------- | ----------- |
| Brasil (PMB)               | 2× Platina  |
| Austrália (ARIA)           | 2× Platina  |
| Itália (FIMI)              | Platina     |
| Suécia (GLF)               | Platina     |
| Dinamarca (IFPI DINAMARCA) | Platina     |
| Espanha (PROMUSICAE)       | Ouro        |
| Alemanha (BVMI)            | Ouro        |